# PT-91
PT-91 Twardy («Твёрдый») — польский основной боевой танк, основанный на лицензионном варианте советского Т-72М1.
Первые прототипы были изготовлены в 1993 году. Базовый вариант PT-91 серийно выпускался на предприятии «Бумар-Лабэнды» (пол. Bumar Łabędy) с 1995 по 2002 год. Всего для ВС Польши было произведено 232 PT-91.

## Конструкция
Защита Twardy усилена за счёт использования активной брони собственной разработки ERAWA. Всего имеется 394 блока ERAWA, покрывающих переднюю часть корпуса и башню. Эти блоки размещены практически без зазоров друг к другу. Испытания показали, что блоки ERAWA повышают защищённость танка на 30-70 % в зависимости от типа используемого боеприпаса. Однако броня PT-91 не выдерживает огня новейших (на 2018 год) западных 120-мм танковых снарядов с дальности 2000 м.
Кроме того, «Твёрдый» снабжён покрытием, поглощающим радиолокационное облучение, системой Obra-4, предупреждающей об облучении танка лазером, 12-ствольной 81-мм системой пуска дымовых гранат «Туча» и одноствольной 80-мм системой пуска антилазерных гранат «Теллур».
Танк оснащён дизельным двигателем S-12U мощностью 850 л. с.
С целью обеспечения возможности кратковременного повышения мощности силовой установки, в танке применена система отключения вентиляторов системы охлаждения, которые потребляют мощность до 150 л. с.

## Модификации
- PT-91 Twardy — базовый вариант, развитие T-72M1 до уровня аналогичного Т-72Б. Поступил на вооружение в 1995 году. Оснащён дизельным двигателем PZL-Wola S-12U мощностью 850 л. с., система управления огнём (СУО) СКО-1М «Драва», тепловизором польского производства и ДЗ ERAWA. Был основным танком ВС Польши до 2023 года.
- PT-91А — оснащён модернизированным дизельным двигателем PZL-Wola S-1000 мощностью 1000 л. с. Серийно не выпускался.
- PT-91Z Hardy — модернизированный вариант PT-91А, оснащён французской СУО Sagem SAVAN 15. Этот танк победил в тендере на поставку танков вооружённым силам Малайзии в 2003 году. Был изготовлен только один прототип.
- PT-91M Pendekar — вариант PT-91Z для вооружённых сил Малайзии (отсюда буква «М» в индексе). Танк оснащён моноблочной силовой установкой SESM/Renk ESM 350, состоящей из модернизированного польского двигателя PZL-Wola S-1000R мощностью 1000 л. с. и автоматической коробкой передач Renk (8 передач вперёд и 3 назад)[4]. Данная силовая установка также оснащена комплексной системой управления движением, обеспечивающая плавный поворот и управление штурвалом вместо рычагов. Скорость танка выросла до 65 км/ч и 20 км/ч передним и задним ходом соответственно[5]. На PT-91M устанавливается французская система управления огнём Sagem Savan 15, панорамный прицел командира Sagem VIGY 15, и лазерная гироскопическая система наведения и наземной навигации танкового орудия Sagem SIGMA 30[6]. СУО Sagem Savan-15 обеспечивает стабилизацию орудия в двух плоскостях с точностью 0,05 мрад и оснащается автоматом сопровождения цели[7]. Модернизированная пушка словацкого производства 2A46MS имеет на 23 % лучшую точность стрельбы по сравнению с 2A46M[8]. В качестве дополнительного вооружения используются пулемёты 7,62-мм FN MAG и 12,7-мм Браунинг M2. На танк также установлены комплекс электро-оптической активной защиты от высокоточного оружия Obra-3, французская система связи Thales, ДЗ ERAWA 3, немецкие гусеницы Type 570P (Diehl Remscheid GmbH). Контракт на поставку танков был подписан в 2003 году, согласно которому техника должна была быть поставлена в течение следующих трёх лет. Однако из-за задержки поставок СУО и бортовой электроники французской компанией Sagem и ряда технических трудностей производство танков началось лишь в 2007 году. В 2007—2009 годах были построены 48 танков, которые поступили на вооружения малайзийской армии в 2010 году.
- PT-91Ex — современный экспортный вариант; оснащается БИУС (боевой информационно-управляющей системой), ВСУ мощностью 16 кВт, кондиционером[9].
- PT-91U — PT-91 c пакетом модернизации PT-72U.
- PT-91EU — экспортные PT-91U c пакетом модернизации PT-72U.

## Машины на базе PT-91
- WZT-3 — бронированная ремонтно-эвакуационная машина на базе польского варианта танка Т-72М1. На вооружении ВС Индии состоит 352 БРЭМ WZT-3, которые были поставлены в 2004—2007 годах. 17 января 2012 года был подписан ещё один контракт на поставку 204 WZT-3 для индийской армии[10][11]. В сентябре 2013 года стало известно, что для польской компании контракт нерентабелен и было принято решение расторгнуть соглашение[10]. Отдел «Бумар» по торговым отношениям с Индией был ликвидирован и отозван представитель компании в Нью-Дели.
- WZT-4 — бронированная ремонтно-эвакуационная машина на базе PT-91. В рамках пакетного контракта 2003 года компания «Бумар-Лабеды» поставила 6 таких БРЭМ в Малайзию[12].
- Loarа-А — прототип зенитной самоходной установки, вооружённой двумя 35-мм автоматическими пушками.

## Галерея фотографий
- РТ-91
- PT-91M Pendekar
- PT-91E
- БРЭМ WZT-3
- ЗСУ Loara-A

## На вооружении
- Польша: 201 PT-91 на вооружении, по состоянию на 2024 год[13]. 27 января 2023 года объявлено о передаче 30 танков Украине. 24 февраля объявлено о передаче ещё 60 танков[14].
- Малайзия: 48 PT-91M Pendekar на вооружении, по состоянию на 2024 год[15]
- Украина: 18 PT-91 на вооружении, по состоянию на 2025 год[16][a] По состоянию на 5 января 2025 года блог Oryx зафиксировал потерю 11 танков ПТ-91 во время российского вторжения на Украину[18].